# Communauté rurale de Ngayène
La communauté rurale de Ngayène est une communauté rurale du Sénégal située à l'ouest du pays. 
Elle fait partie de l'arrondissement de Médina Sabakh, du département de Nioro du Rip et de la région de Kaolack.